# Tour de Romandie 2010
Le 64e Tour de Romandie s'est déroulée du 27 avril 2010 au 2 mai 2010. Il s'agissait de la 13e épreuve du Calendrier mondial UCI 2010. Le vainqueur est le Slovène Simon Špilak (Lampre-Farnese Vini). Il devance le Russe Denis Menchov (Rabobank). Tous les résultats du vainqueur initial de la course, l'Espagnol Alejandro Valverde sont annulés, en raison d'une suspension rétroactive dont il fait l'objet.

## Présentation

### Participants
Liste de départ

#### Équipes
Le Tour de Romandie étant une course ProTour, les 18 équipes ProTour doivent y participer. Deux équipes Continentale Pro ont été invitées : BMC Racing et Cervélo TestTeam.
| N.    | Code | Équipe             |
| ----- | ---- | ------------------ |
| 1-8   | LIQ  | Liquigas-Doimo     |
| 11-18 | GCE  | Caisse d'Épargne   |
| 21-28 | KAT  | Team Katusha       |
| 31-38 | OLO  | Omega Pharma-Lotto |
| 41-48 | SAX  | Team Saxo Bank     |
| 51-58 | THR  | Team HTC-Columbia  |
| 61-68 | AST  | Astana             |
| 71-78 | QST  | Quick Step         |
| 81-88 | GRM  | Garmin-Transitions |
| 91-98 | RAB  | Rabobank           |

| N.      | Code | Équipe                |
| ------- | ---- | --------------------- |
| 101-108 | SKY  | Team Sky              |
| 111-118 | EUS  | Euskaltel-Euskadi     |
| 121-128 | RSH  | Team RadioShack       |
| 131-138 | LAM  | Lampre-Farnese Vini   |
| 141-148 | MRM  | Team Milram           |
| 151-158 | ALM  | AG2R La Mondiale      |
| 161-168 | FDJ  | La Française des jeux |
| 171-178 | FOT  | Footon-Servetto       |
| 181-188 | CTT  | Cervélo TestTeam      |
| 191-198 | BMC  | BMC Racing            |

#### Favoris

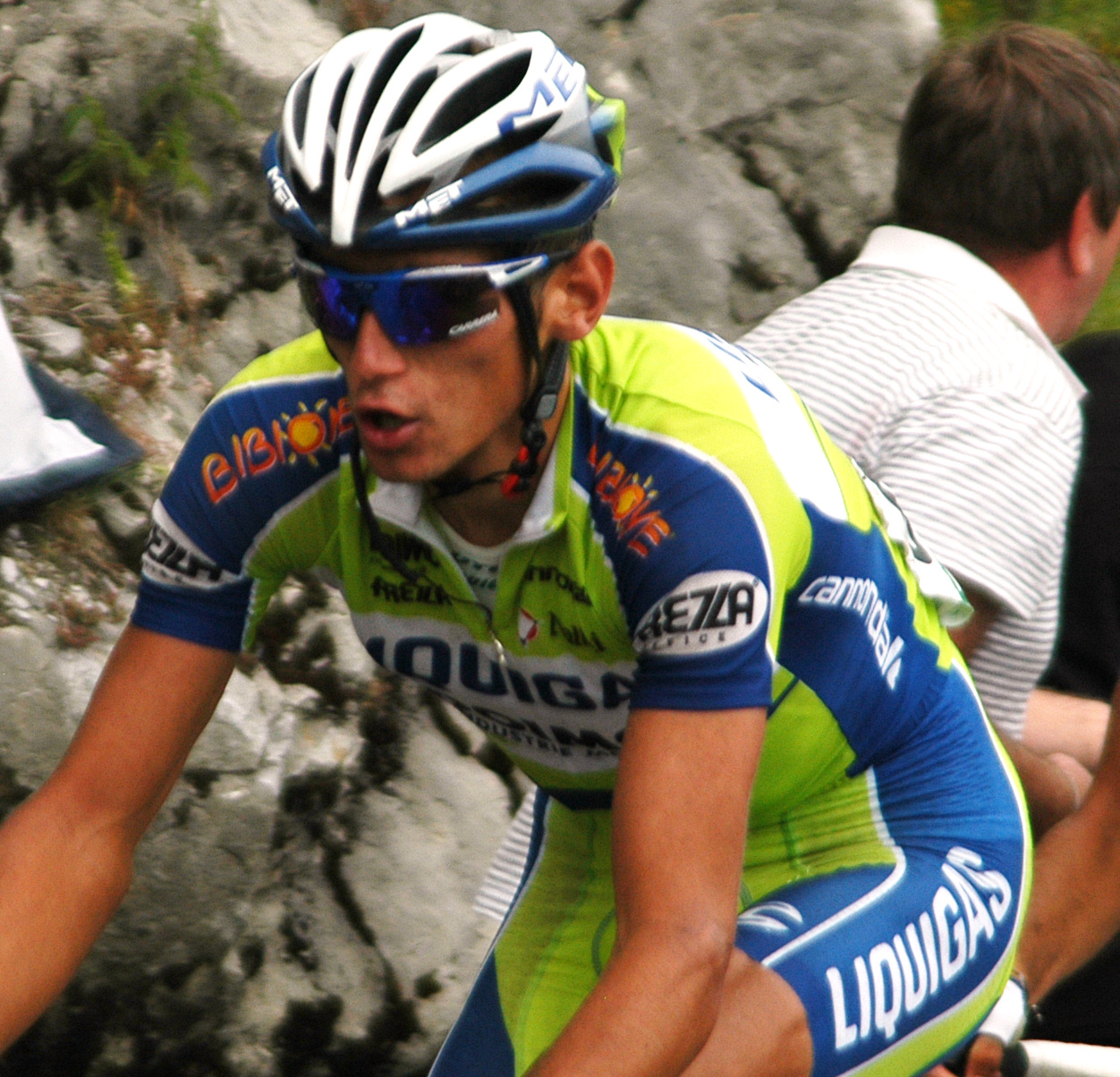
Le tenant du titre Roman Kreuziger est l'un des favoris au départ.

Le tenant du titre Roman Kreuziger (Liquigas-Doimo) est l'un des principaux favoris pour le classement général. Plusieurs autres grimpeurs seront présents : Kevin Seeldraeyers (Quick Step), Vladimir Karpets (Team Katusha), Jurgen Van den Broeck (Omega Pharma-Lotto), Mauricio Soler (Caisse d'Épargne), Denis Menchov (Rabobank), Igor Antón (Euskaltel-Euskadi), Christian Vande Velde (Garmin-Transitions), Christophe Le Mével, Sandy Casar (La Française des jeux) et Vladimir Efimkin (AG2R La Mondiale). Philippe Gilbert (Omega Pharma-Lotto) participe à ce Tour de Romandie en ayant pour objectif de conforter sa première place du classement mondial,.
Quelques spécialistes du contre-la-montre, tels que Marco Pinotti, František Raboň, Michael Rogers (Team HTC-Columbia), Mikhail Ignatiev (Team Katusha) et Peter Sagan (Liquigas-Doimo), révélation du dernier Paris-Nice, participent également à ce Tour de Romandie.
Les principaux sprinteurs présents seront Allan Davis (Astana), Robbie McEwen (Team Katusha), Mark Cavendish, Bernhard Eisel (Team HTC-Columbia), Daniele Bennati (Liquigas-Doimo), Mirco Lorenzetto (Lampre-Farnese Vini), Robert Hunter (Garmin-Transitions), Gerald Ciolek (Team Milram), Gert Steegmans (Team RadioShack) et Gregory Henderson (Team Sky).

### Parcours
Ce Tour de Romandie commence par un prologue de 4,3 km à Porrentruy dans le canton du Jura. La première étape emmène la course dans le canton de Neuchâtel et s'achève à Fleurier. La comprend deux côtes de première catégorie, située dans sa première moitié, et une côte de deuxième catégorie à plus de quarante kilomètres de l'arrivée. Le lendemain, la deuxième étape part et arrive à Fribourg. Elle passe deux fois par la côte de la Lorette (1re catégorie). La troisième étape est un contre-la-montre de 23,4 km autour de Moudon, dans le canton de Vaud. Le Tour de Romandie arrive en France lors de la quatrième étape, qui part de Vevey et s'achève à Châtel. La frontière franco-suisse est franchie au pas de Morgins, sommet d'une côte de première catégorie. Le col du Corbier, de même catégorie, est à 25 km de l'arrivée. La dernière étape est disputée dans le canton du Valais. Elle part et arrive à Sion, et parcourt la vallée du Rhône et les Alpes bernoises. Elle passe par les deux points culminants de ce Tour de Romandie, à Anzère (1 544 m d'altitude) et Crans-Montana (1 478 m), termes de deux côtes de première catégorie en début d'étape. La dernière côte de première catégorie aboutit à Ovronnaz, à vingt kilomètres de l'arrivée.
Les principales difficultés sont ainsi concentrées sur les deux derniers jours de courses. Cette édition est ainsi décrite comme favorable aux grimpeurs.

## Étapes
| Étape     | Date     | Villes étapes                        | Distance   | Vainqueur d’étape             | Leader du classement général |
| --------- | -------- | ------------------------------------ | ---------- | ----------------------------- | ---------------------------- |
| Prologue  | 27 avril | Porrentruy – Porrentruy              | 4,3 (clm)  | Marco Pinotti                 | Marco Pinotti                |
| 1re étape | 28 avril | Porrentruy – Fleurier                | 175,6      | Peter Sagan                   | Peter Sagan                  |
| 2e étape  | 29 avril | Fribourg – Fribourg                  | 171,8      | Mark Cavendish                | Peter Sagan                  |
| 3e étape  | 30 avril | Moudon – Moudon                      | 23,4 (clm) | Richie Porte                  | Michael Rogers               |
| 4e étape  | 1er mai  | Vevey – Châtel-Val d'Abondance (FRA) | 157,9      | Simon Špilak                  | Michael Rogers               |
| 5e étape  | 2 mai    | Sion – Sion                          | 121,8      | Alejandro Valverde Igor Antón | Simon Špilak                 |

## Récit de la course

### Prologue
Ce prologue de 4,3 km autour de Porrentruy est disputé sur un parcours plat.
L'Italien Marco Pinotti (Team HTC-Columbia) s'impose en 5 minutes et 18 secondes. Il prend la tête du classement général.
|    | Coureur           | Pays             | Équipe                |    | Temps      |
| -- | ----------------- | ---------------- | --------------------- | -- | ---------- |
| 1  | Marco Pinotti     | Italie           | Team HTC-Columbia     | en | 5 min 18 s |
| 2  | Peter Sagan       | Slovaquie        | Liquigas-Doimo        | +  | 1 s        |
| 3  | Jérémy Roy        | France           | La Française des jeux |    | 3 s        |
| 4  | Michael Rogers    | Australie        | Team HTC-Columbia     |    | 3 s        |
| 5  | Rick Flens        | Pays-Bas         | Rabobank              |    | 3 s        |
| 6  | Christophe Moreau | France           | Caisse d'Épargne      |    | 4 s        |
| 7  | Gregory Henderson | Nouvelle-Zélande | Team Sky              |    | 5 s        |
| 8  | Roman Kreuziger   | Tchéquie         | Liquigas-Doimo        |    | 5 s        |
| 9  | Rubén Plaza       | Espagne          | Caisse d'Épargne      |    | 5 s        |
| 10 | Haimar Zubeldia   | Espagne          | Team RadioShack       |    | 5 s        |

|    | Coureur           | Pays             | Équipe                |    | Temps      |
| -- | ----------------- | ---------------- | --------------------- | -- | ---------- |
| 1  | Marco Pinotti     | Italie           | Team HTC-Columbia     | en | 5 min 18 s |
| 2  | Peter Sagan       | Slovaquie        | Liquigas-Doimo        | +  | 1 s        |
| 3  | Jérémy Roy        | France           | La Française des jeux |    | 3 s        |
| 4  | Michael Rogers    | Australie        | Team HTC-Columbia     |    | 3 s        |
| 5  | Rick Flens        | Pays-Bas         | Rabobank              |    | 3 s        |
| 6  | Christophe Moreau | France           | Caisse d'Épargne      |    | 4 s        |
| 7  | Gregory Henderson | Nouvelle-Zélande | Team Sky              |    | 5 s        |
| 8  | Roman Kreuziger   | Tchéquie         | Liquigas-Doimo        |    | 5 s        |
| 9  | Rubén Plaza       | Espagne          | Caisse d'Épargne      |    | 5 s        |
| 10 | Haimar Zubeldia   | Espagne          | Team RadioShack       |    | 5 s        |

### 1reétape
Cette première étape est vallonnée, deux côtes de première catégorie, située dans sa première moitié, et une côte de deuxième catégorie à plus de quarante kilomètres de l'arrivée.
Le Slovaque Peter Sagan deuxième du prologue s'impose au sprint et s'empare par la même occasion du maillot de leader.
|    | Coureur           | Pays           | Équipe              |    | Temps           |
| -- | ----------------- | -------------- | ------------------- | -- | --------------- |
| 1  | Peter Sagan       | Slovaquie      | Liquigas-Doimo      | en | 4 h 50 min 21 s |
| 2  | Francesco Gavazzi | Italie         | Lampre-Farnese Vini | +  | m.t.            |
| 3  | Nicolas Roche     | Irlande        | AG2R La Mondiale    |    | m.t.            |
| 4  | Maxim Iglinskiy   | Kazakhstan     | Astana              |    | m.t.            |
| 5  | Fabio Felline     | Italie         | Footon-Servetto     |    | m.t.            |
| 6  | Robert Hunter     | Afrique du Sud | Garmin-Transitions  |    | m.t.            |
| 7  | Michel Kreder     | Pays-Bas       | Garmin-Transitions  |    | m.t.            |
| 8  | Anders Lund       | Danemark       | Team Saxo Bank      |    | m.t.            |
| 9  | Ben Swift         | Royaume-Uni    | Team Sky            |    | m.t.            |
| 10 | Stefan Denifl     | Autriche       | Cervélo TestTeam    |    | m.t.            |

|    | Coureur           | Pays      | Équipe                |    | Temps           |
| -- | ----------------- | --------- | --------------------- | -- | --------------- |
| 1  | Peter Sagan       | Slovaquie | Liquigas-Doimo        | en | 4 h 55 min 29 s |
| 2  | Marco Pinotti     | Italie    | Team HTC-Columbia     | +  | 9 s             |
| 3  | Jérémy Roy        | France    | La Française des jeux |    | 12 s            |
| 4  | Michael Rogers    | Australie | Team HTC-Columbia     |    | 12 s            |
| 5  | Christophe Moreau | France    | Caisse d'Épargne      |    | 14 s            |
| 6  | Francesco Gavazzi | Italie    | Lampre-Farnese Vini   |    | 15 s            |
| 7  | Roman Kreuziger   | Tchéquie  | Liquigas-Doimo        |    | 15 s            |
| 8  | Rubén Plaza       | Espagne   | Caisse d'Épargne      |    | 15 s            |
| 9  | Haimar Zubeldia   | Espagne   | Team RadioShack       |    | 15 s            |
| 10 | Nicolas Roche     | Irlande   | AG2R La Mondiale      |    | 16 s            |

### 2eétape

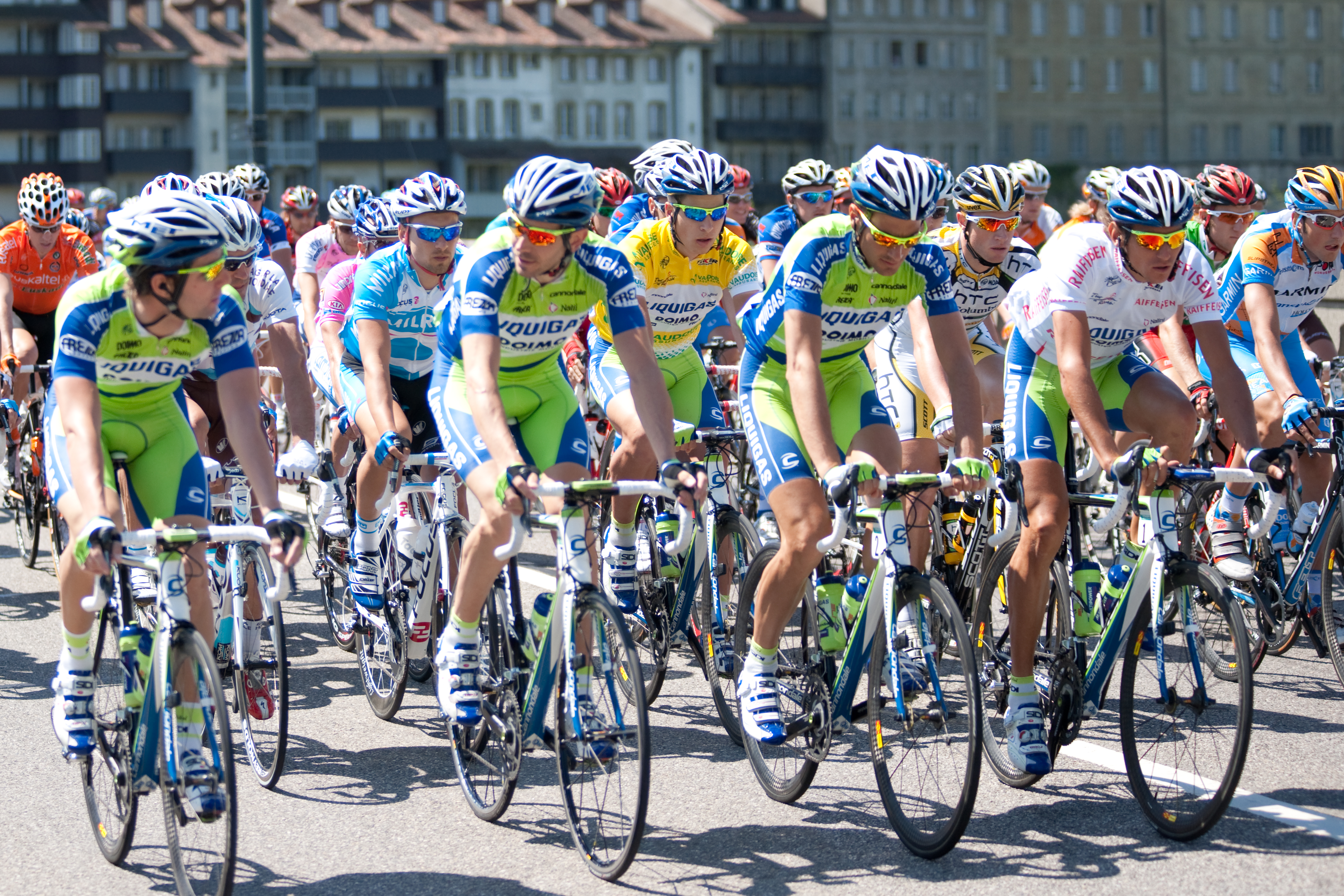
Peter Sagan et ses équipiers au départ de la seconde étape à Fribourg.

Cette étape de 171,8 km passe à deux reprises par la côte pavée de la Lorette, classée en première catégorie.
Le Britannique Mark Cavendish (Team HTC-Columbia) s'impose au sprint. Le Slovaque Peter Sagan (Liquigas-Doimo) termine dans le peloton et conserve la tête du classement général.
|    | Coureur               | Pays           | Équipe              |    | Temps           |
| -- | --------------------- | -------------- | ------------------- | -- | --------------- |
| 1  | Mark Cavendish        | Royaume-Uni    | Team HTC-Columbia   | en | 4 h 28 min 59 s |
| 2  | Danilo Hondo          | Allemagne      | Lampre-Farnese Vini | +  | m.t.            |
| 3  | Robert Hunter         | Afrique du Sud | Garmin-Transitions  |    | m.t.            |
| 4  | Lucas Sebastián Haedo | Argentine      | Team Saxo Bank      |    | m.t.            |
| 5  | Peter Sagan           | Slovaquie      | Liquigas-Doimo      |    | m.t.            |
| 6  | Koldo Fernández       | Espagne        | Euskaltel-Euskadi   |    | m.t.            |
| 7  | Danilo Wyss           | Suisse         | BMC Racing          |    | m.t.            |
| 8  | Ben Swift             | Royaume-Uni    | Team Sky            |    | m.t.            |
| 9  | Nicolas Roche         | Irlande        | AG2R La Mondiale    |    | m.t.            |
| 10 | David Loosli          | Suisse         | Lampre-Farnese Vini |    | m.t.            |

|    | Coureur           | Pays      | Équipe                |    | Temps           |
| -- | ----------------- | --------- | --------------------- | -- | --------------- |
| 1  | Peter Sagan       | Slovaquie | Liquigas-Doimo        | en | 9 h 24 min 28 s |
| 2  | Marco Pinotti     | Italie    | Team HTC-Columbia     | +  | 9 s             |
| 3  | Jérémy Roy        | France    | La Française des jeux |    | 9 s             |
| 4  | Danilo Hondo      | Allemagne | Lampre-Farnese Vini   |    | 11 s            |
| 5  | Michael Rogers    | Australie | Team HTC-Columbia     |    | 12 s            |
| 6  | Christophe Moreau | France    | Caisse d'Épargne      |    | 14 s            |
| 7  | Francesco Gavazzi | Italie    | Lampre-Farnese Vini   |    | 15 s            |
| 8  | Roman Kreuziger   | Tchéquie  | Liquigas-Doimo        |    | 15 s            |
| 9  | Rubén Plaza       | Espagne   | Caisse d'Épargne      |    | 15 s            |
| 10 | Haimar Zubeldia   | Espagne   | Team RadioShack       |    | 15 s            |

### 3eétape

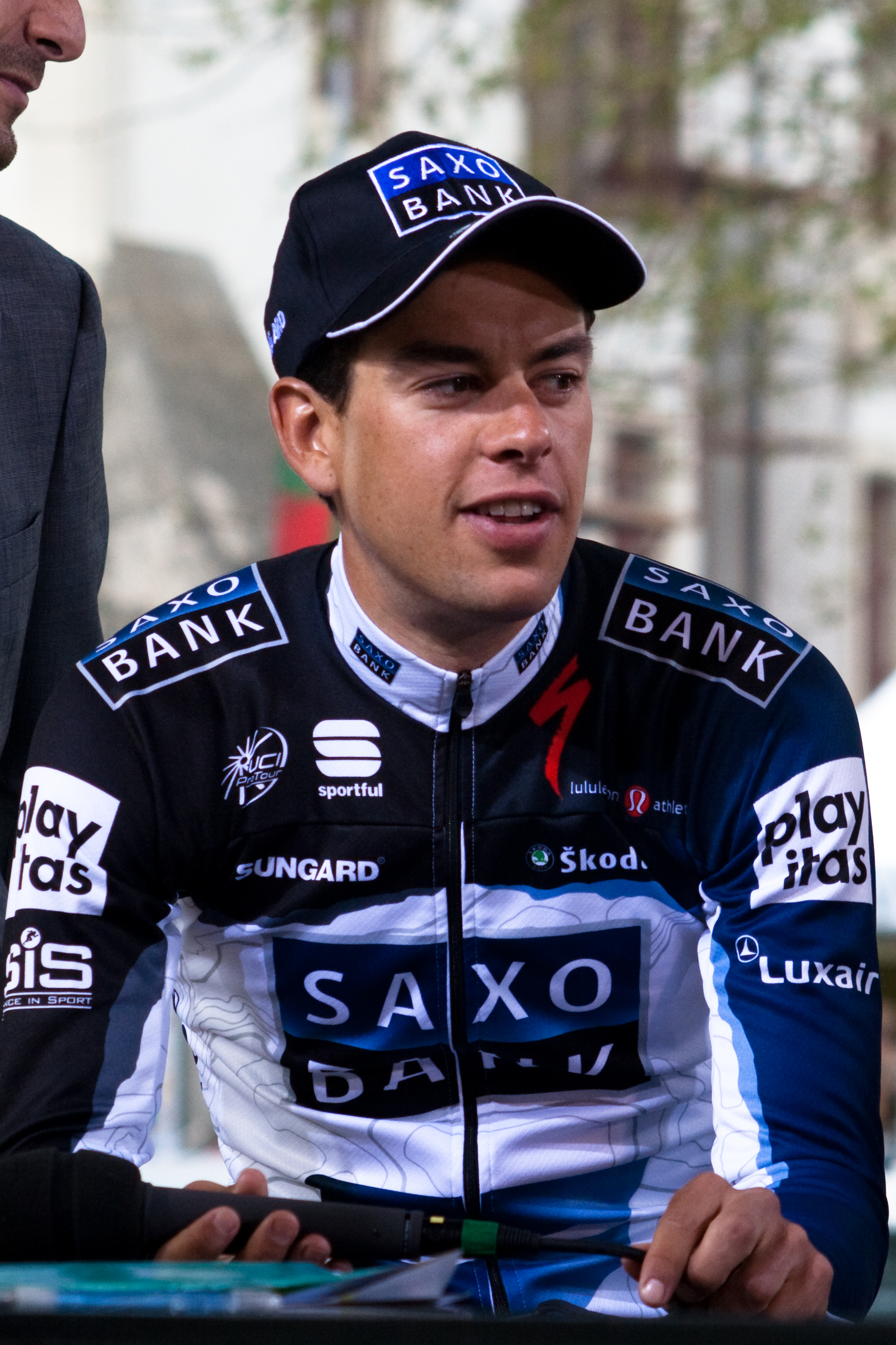
Richie Porte vainqueur de l'étape

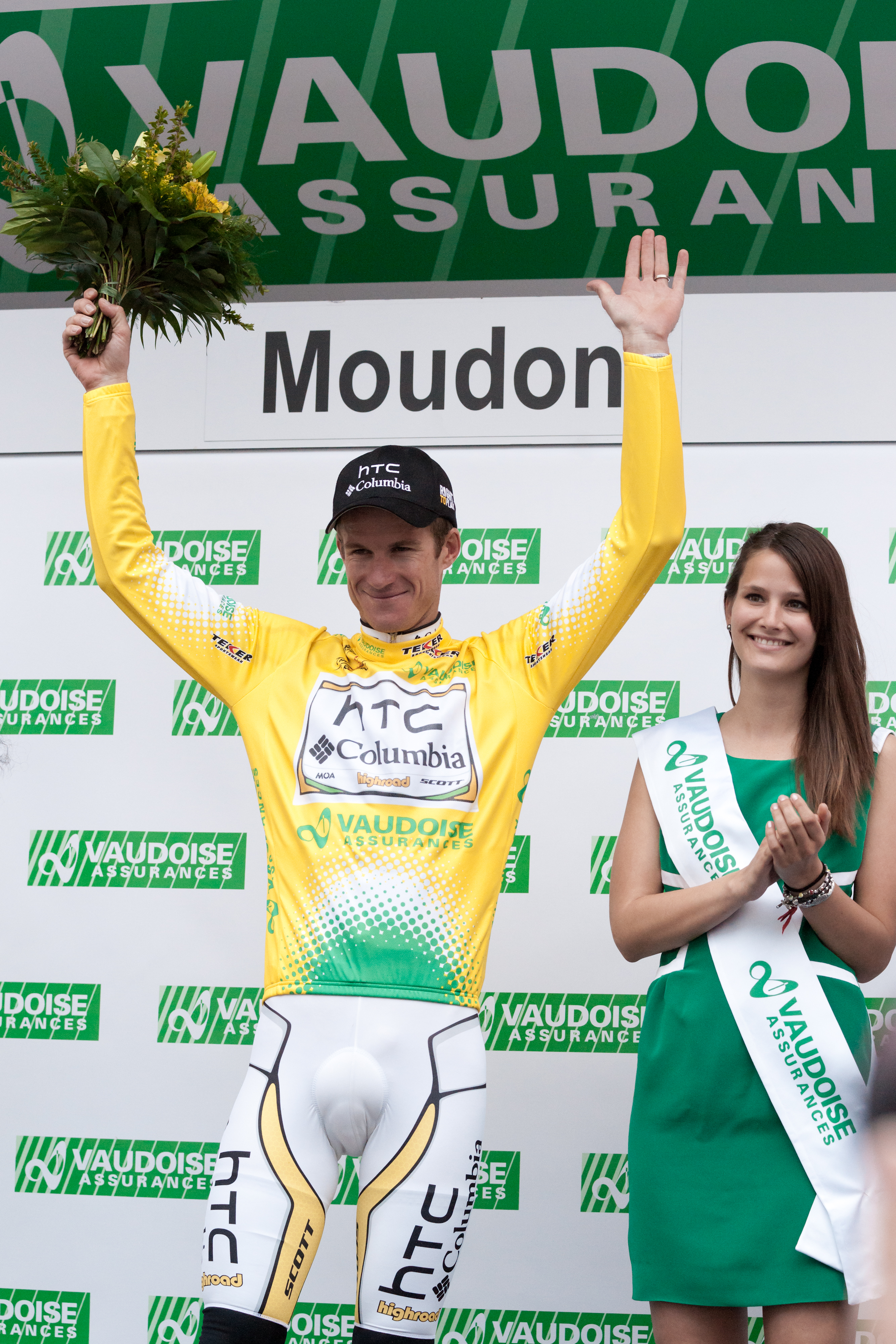
Michael Rogers, le nouveau leader de la course

Ce contre-la-montre de 23,4 km présente un début de parcours ascendant, avec un dénivelé de 282 mètres sur les sept premiers kilomètres, puis descend dans les mêmes proportions en fin de parcours.
L'Australien Richie Porte s'adjuge cette troisième étape en reléguant Alejandro Valverde à 26 secondes. C'est sa première grande victoire chez les professionnels.

Le Slovaque Peter Sagan termine seulement 30e et perd le maillot jaune de leader du classement général au profit de Michael Rogers.
|     | Coureur            | Pays      | Équipe              |    | Temps       |
| --- | ------------------ | --------- | ------------------- | -- | ----------- |
| 1   | Richie Porte       | Australie | Team Saxo Bank      | en | 30 min 54 s |
| DSQ | Alejandro Valverde | Espagne   | Caisse d'Épargne    |    | 26 s        |
| 2   | Vladimir Karpets   | Russie    | Team Katusha        | +  | 27 s        |
| 3   | Michael Rogers     | Australie | Team HTC-Columbia   |    | 28 s        |
| 4   | Denis Menchov      | Russie    | Rabobank            |    | 31 s        |
| 5   | Artem Ovechkin     | Russie    | Team Katusha        |    | 32 s        |
| 6   | Janez Brajkovič    | Slovénie  | Team RadioShack     |    | 36 s        |
| 7   | Christophe Moreau  | France    | Caisse d'Épargne    |    | 52 s        |
| 8   | Simon Špilak       | Slovénie  | Lampre-Farnese Vini |    | 55 s        |
| 9   | Tiago Machado      | Portugal  | Team RadioShack     |    | 59 s        |

|     | Coureur            | Pays      | Équipe              |    | Temps           |
| --- | ------------------ | --------- | ------------------- | -- | --------------- |
| 1   | Michael Rogers     | Australie | Team HTC-Columbia   | en | 9 h 56 min 03 s |
| DSQ | Alejandro Valverde | Espagne   | Caisse d'Épargne    |    | 2 s             |
| 2   | Vladimir Karpets   | Russie    | Team Katusha        | +  | 5 s             |
| 3   | Artem Ovechkin     | Russie    | Team Katusha        |    | 7 s             |
| 4   | Denis Menchov      | Russie    | Rabobank            |    | 9 s             |
| 5   | Janez Brajkovič    | Slovénie  | Team RadioShack     |    | 15 s            |
| 6   | Richie Porte       | Australie | Team Saxo Bank      |    | 17 s            |
| 7   | Christophe Moreau  | France    | Caisse d'Épargne    |    | 24 s            |
| 8   | Simon Špilak       | Slovénie  | Lampre-Farnese Vini |    | 35 s            |
| 9   | Tiago Machado      | Portugal  | Team RadioShack     |    | 39 s            |

### 4eétape
Le parcours est plat jusqu'au premier sprint intermédiaire (km 75,5). Les coureurs doivent alors escalader une côte de première catégorie d'une dizaine de kilomètres jusqu'au pas de Morgins, où ils passent la frontière franco-suisse, puis empruntent une longue descente. Le col du Corbier, également côte de première catégorie, est à 25 km de l'arrivée. Le dernier sprint intermédiaire est situé après la descente. Les vingt derniers kilomètres sont en faux plat montant.
Le Slovène Simon Špilak remporte cette étape en solitaire, au terme des 157,9 kilomètres d'un parcours montagneux couru sous la pluie.
Neuvième de l'étape, l'Australien Michael Rogers conserve pour une seconde le maillot jaune de leader du classement général sur ses épaules devant l'Espagnol Alejandro Valverde.
|     | Coureur            | Pays      | Équipe                |    | Temps           |
| --- | ------------------ | --------- | --------------------- | -- | --------------- |
| 1   | Simon Špilak       | Slovénie  | Lampre-Farnese Vini   | en | 4 h 03 min 25 s |
| 2   | Peter Sagan        | Slovaquie | Liquigas-Doimo        | +  | 13 s            |
| 3   | Philippe Gilbert   | Belgique  | Omega Pharma-Lotto    |    | 13 s            |
| 4   | Hubert Dupont      | France    | AG2R La Mondiale      |    | 15 s            |
| DSQ | Alejandro Valverde | Espagne   | Caisse d'Épargne      |    | 22 s            |
| 5   | Marcel Wyss        | Suisse    | Cervélo TestTeam      |    | 22 s            |
| 6   | Vladimir Karpets   | Russie    | Team Katusha          |    | 22 s            |
| 7   | Janez Brajkovič    | Slovénie  | Team RadioShack       |    | 22 s            |
| 8   | Michael Rogers     | Australie | Team HTC-Columbia     |    | 22 s            |
| 9   | Jérémy Roy         | France    | La Française des jeux |    | 22 s            |

|     | Coureur            | Pays      | Équipe              |    | Temps           |
| --- | ------------------ | --------- | ------------------- | -- | --------------- |
| 1   | Michael Rogers     | Australie | Team HTC-Columbia   | en | 9 h 56 min 03 s |
| DSQ | Alejandro Valverde | Espagne   | Caisse d'Épargne    |    | 1 s             |
| 2   | Simon Špilak       | Slovénie  | Lampre-Farnese Vini | +  | 5 s             |
| 3   | Vladimir Karpets   | Russie    | Team Katusha        |    | 7 s             |
| 4   | Denis Menchov      | Russie    | Rabobank            |    | 11 s            |
| 5   | Janez Brajkovič    | Slovénie  | Team RadioShack     |    | 17 s            |
| 6   | Richie Porte       | Australie | Team Saxo Bank      |    | 19 s            |
| 7   | Christophe Moreau  | France    | Caisse d'Épargne    |    | 26 s            |
| 8   | Tiago Machado      | Portugal  | Team RadioShack     |    | 41 s            |
| 9   | Peter Sagan        | Slovaquie | Liquigas-Doimo      |    | 41 s            |

### 5eétape
Une étape de haute montagne sera proposée aux coureurs en conclusion de ce Tour de Romandie, avec 3 cols de 1re catégorie et 2 sprints intermédiaires.
Alejandro Valverde (Caisse d'Épargne) fait coup double, puisque sa victoire lui permet de remporter également le classement général. Il s'impose au sprint devant trois autres coureurs : Igor Antón (Euskaltel-Euskadi), Simon Špilak (Lampre-Farnese Vini) et Denis Menchov (Rabobank). Les quatre hommes s'étaient échappés dans la montée d'Ovronnaz. À 23 secondes, on trouve un groupe de sept coureurs parmi lesquels le maillot jaune Michael Rogers (Team HTC-Columbia).
|     | Coureur            | Pays      | Équipe              |    | Temps           |
| --- | ------------------ | --------- | ------------------- | -- | --------------- |
| DSQ | Alejandro Valverde | Espagne   | Caisse d'Épargne    | en | 3 h 36 min 19 s |
| 1   | Igor Antón         | Espagne   | Euskaltel-Euskadi   | +  | 0 s             |
| 2   | Simon Špilak       | Slovénie  | Lampre-Farnese Vini |    | 0 s             |
| 3   | Denis Menchov      | Russie    | Rabobank            |    | 0 s             |
| 4   | Tiago Machado      | Portugal  | Team RadioShack     |    | 23 s            |
| 5   | John Gadret        | France    | AG2R La Mondiale    |    | 23 s            |
| 6   | Janez Brajkovič    | Slovénie  | Team RadioShack     |    | 23 s            |
| 7   | Marcel Wyss        | Suisse    | Cervélo TestTeam    |    | 23 s            |
| 8   | Vladimir Karpets   | Russie    | Team Katusha        |    | 23 s            |
| 9   | Michael Rogers     | Australie | Team HTC-Columbia   |    | 23 s            |

|     | Coureur            | Pays      | Équipe              |    | Temps            |
| --- | ------------------ | --------- | ------------------- | -- | ---------------- |
| DSQ | Alejandro Valverde | Espagne   | Caisse d'Épargne    | en | 17 h 37 min 55 s |
| 1   | Simon Špilak       | Slovénie  | Lampre-Farnese Vini | +  | 11 s             |
| 2   | Denis Menchov      | Russie    | Rabobank            |    | 21 s             |
| 3   | Michael Rogers     | Australie | Team HTC-Columbia   |    | 35 s             |
| 4   | Vladimir Karpets   | Russie    | Team Katusha        |    | 42 s             |
| 5   | Janez Brajkovič    | Slovénie  | Team RadioShack     |    | 52 s             |
| 6   | Tiago Machado      | Portugal  | Team RadioShack     |    | 1 min 16 s       |
| 7   | Marco Pinotti      | Italie    | Team HTC-Columbia   |    | 1 min 27 s       |
| 8   | Marcel Wyss        | Suisse    | Cervélo TestTeam    |    | 1 min 28 s       |
| 9   | Igor Antón         | Espagne   | Euskaltel-Euskadi   |    | 1 min 34 s       |

## Classements finals

### Classement général
|    | Cycliste           | Pays      | Équipe              |    | Temps            |
| -- | ------------------ | --------- | ------------------- | -- | ---------------- |
|    | Alejandro Valverde | Espagne   | Caisse d'Épargne    | en | 17 h 37 min 55 s |
| 1  | Simon Špilak       | Slovénie  | Lampre-Farnese Vini | +  | 11 s             |
| 2  | Denis Menchov      | Russie    | Rabobank            |    | 21 s             |
| 3  | Michael Rogers     | Australie | Team HTC-Columbia   |    | 35 s             |
| 4  | Vladimir Karpets   | Russie    | Team Katusha        |    | 42 s             |
| 5  | Janez Brajkovič    | Slovénie  | Team RadioShack     |    | 52 s             |
| 6  | Tiago Machado      | Portugal  | Team RadioShack     |    | 1 min 16 s       |
| 7  | Marco Pinotti      | Italie    | Team HTC-Columbia   |    | 1 min 27 s       |
| 8  | Marcel Wyss        | Suisse    | Cervélo TestTeam    |    | 1 min 28 s       |
| 9  | Igor Antón         | Espagne   | Euskaltel-Euskadi   |    | 1 min 34 s       |
| 10 | Richie Porte       | Australie | Team Saxo Bank      |    | 2 min 10 s       |

### Classements annexes
|   | Cycliste          | Pays       | Équipe                | Points |
| - | ----------------- | ---------- | --------------------- | ------ |
| 1 | Chad Beyer        | États-Unis | BMC Racing            | 18     |
| 2 | Jérémy Roy        | France     | La Française des jeux | 6      |
| 3 | Alexander Efimkin | Russie     | AG2R La Mondiale      | 6      |

|   | Cycliste      | Pays       | Équipe                | Points |
| - | ------------- | ---------- | --------------------- | ------ |
| 1 | Thibaut Pinot | France     | La Française des jeux | 54     |
| 2 | Chad Beyer    | États-Unis | BMC Racing            | 24     |
| 3 | Denis Menchov | Russie     | Rabobank              | 18     |

|   | Cycliste     | Pays      | Équipe              | Temps               |
| - | ------------ | --------- | ------------------- | ------------------- |
| 1 | Simon Špilak | Slovénie  | Lampre-Farnese Vini | en 17 h 38 min 06 s |
| 2 | Marcel Wyss  | Suisse    | Cervélo TestTeam    | + 1 min 17 s        |
| 3 | Peter Sagan  | Slovaquie | Liquigas            | + 2 min 21 s        |

|   | Équipe                | Pays       | Temps               |
| - | --------------------- | ---------- | ------------------- |
| 1 | Team RadioShack       | États-Unis | en 52 h 58 min 59 s |
| 2 | Caisse d'Épargne      | Espagne    | + 19 s              |
| 3 | La Française des jeux | France     | + 3 min 34 s        |

## Points UCI
| #  | Coureur               | Équipe                | Pts |
| -- | --------------------- | --------------------- | --- |
| 1  | Simon Špilak          | Lampre-Farnese Vini   | 108 |
| 2  | Denis Menchov         | Rabobank              | 82  |
| 3  | Michael Rogers        | Team HTC-Columbia     | 72  |
| 4  | Vladimir Karpets      | Team Katusha          | 62  |
| 5  | Janez Brajkovič       | Team RadioShack       | 50  |
| 6  | Tiago Machado         | Team RadioShack       | 41  |
| 7  | Marco Pinotti         | Team HTC-Columbia     | 36  |
| 8  | Marcel Wyss           | Cervélo TestTeam      | 20  |
| 9  | Igor Antón            | Euskaltel-Euskadi     | 16  |
| 10 | Peter Sagan           | Liquigas-Doimo        | 15  |
| 11 | Richie Porte          | Team Saxo Bank        | 10  |
| 12 | Mark Cavendish        | Team HTC-Columbia     | 6   |
| 13 | Francesco Gavazzi     | Lampre-Farnese Vini   | 4   |
| 13 | Danilo Hondo          | Lampre-Farnese Vini   | 4   |
| 15 | Philippe Gilbert      | Omega Pharma-Lotto    | 2   |
| 15 | Robert Hunter         | Garmin-Transitions    | 2   |
| 15 | Nicolas Roche         | AG2R La Mondiale      | 2   |
| 15 | Jérémy Roy            | La Française des jeux | 2   |
| 19 | Hubert Dupont         | AG2R La Mondiale      | 1   |
| 19 | Fabio Felline         | Footon-Servetto       | 1   |
| 19 | Rick Flens            | Rabobank              | 1   |
| 19 | Lucas Sebastián Haedo | Team Saxo Bank        | 1   |
| 19 | Maxim Iglinskiy       | Astana                | 1   |

## Évolution des classements
| Étape              | Vainqueur          | Classement général | Classement du meilleur sprinteur | Classement de la montagne | Classement du meilleur jeune | Classement par équipes |
| ------------------ | ------------------ | ------------------ | -------------------------------- | ------------------------- | ---------------------------- | ---------------------- |
| P                  | Marco Pinotti      | Marco Pinotti      | Non décerné                      | Non décerné               | Peter Sagan                  | Team HTC-Columbia      |
| 1                  | Peter Sagan        | Peter Sagan        | Chad Beyer                       | Thibaut Pinot             | Peter Sagan                  | Team HTC-Columbia      |
| 2                  | Mark Cavendish     | Peter Sagan        | Chad Beyer                       | Thibaut Pinot             | Peter Sagan                  | Team HTC-Columbia      |
| 3                  | Richie Porte       | Michael Rogers     | Chad Beyer                       | Thibaut Pinot             | Artem Ovechkin               | Team Katusha           |
| 4                  | Simon Špilak       | Michael Rogers     | Chad Beyer                       | Thibaut Pinot             | Simon Špilak                 | Caisse d'Épargne       |
| 5                  | Alejandro Valverde | Alejandro Valverde | Chad Beyer                       | Thibaut Pinot             | Simon Špilak                 | Team RadioShack        |
| Classements finals | Classements finals | Simon Špilak       | Chad Beyer                       | Thibaut Pinot             | Simon Špilak                 | Team RadioShack        |